# Raymond Cambefort
Pour les articles homonymes, voir Cambefort.
Raymond Cambefort, né le 11 février 1900 à Toulouse et mort à Castres le 16 janvier 2008 , est l'un des cinq derniers anciens combattants français de la Première Guerre mondiale.

## Biographie
Cambefort est le dernier enfant d'une fratrie de trois fils. À l'école primaire, Raymond a obtenu son certificat d'études primaires. En 1918, il devient mécanicien.
Cambefort rentre dans l'armée française le 28 août 1918 et la quitte le 4 novembre 1919. Malgré le fait qu'il était un soldat français dans les tranchées, le gouvernement français n'a pas voulu le reconnaître comme poilu car il a combattu moins de trois mois (2 mois et demi jusqu'à l'armistice).
Au cours de la Seconde Guerre mondiale, il est rappelé en activité le 28 août 1939 en tant que sous-officier de réserve (sergent fourrier). Il rentrera chez lui le 30 octobre 1939. Après la guerre, il monte et dirige une entreprise de fonderie.